# Estação Jaraguá (Maceió)
A Estação Jaraguá é uma das estações da Linha Verde do Sistema de Trens Urbanos de Maceió, situada em Maceió, seguida da Estação Maceió. Administrada pela Companhia Brasileira de Trens Urbanos (CBTU) por meio da Superintendência de Trens Urbanos de Maceió, é uma das estações terminais do sistema.
Foi inaugurada em 20 de outubro de 2017. Localiza-se no cruzamento da Rua Barão de Jaraguá com a Avenida Walter Ananias. Atende o bairro de Jaraguá.
A estação recebeu esse nome por estar situada no bairro de Jaraguá. A palavra Jaraguá é o nome da erva da espécie Hyparrhenia rufa.

## História
Em 2 de dezembro de 1884, foi inaugurada a antiga Estação Ferroviária de Jaraguá, situada ao lado da nova estação, que atendia à Estrada de Ferro Central de Maceió. Em 2006, a CBTU pretendia recuperar o pátio de manobras da estação, a fim de utilizá-la como terminal do Sistema de Trens Urbanos de Maceió, recuperação esta que não foi feita. A expansão do ramal Maceió↔Lourenço de Albuquerque até o bairro de Jaraguá só começou a ser feita uma década depois, em 2016, com a construção de uma nova estação.
A ordem de serviço da construção da nova estação, situada ao lado da antiga estação do bairro, foi assinada no dia 5 de setembro de 2016 pelo presidente da CBTU, José Marques, e pelo superintendente Marcelo Aguiar, na antiga Estação Ferroviária de Jaraguá. As obras originalmente tinham previsão de um ano de duração e estavam orçadas em R$ 3,4 milhões.
Para as obras do entorno da estação, a Prefeitura de Maceió investiu mais de R$ 250 mil. Os serviços foram realizados pela Secretaria Municipal de Infraestrutura e Urbanização (Seminfra) e pela Superintendência Municipal de Energia e Iluminação Pública (Sima) com o apoio do Governo Federal.
Devido à intensidade das chuvas em Maceió, as obras da estação foram suspensas por um período, comprometendo o cronograma das obras. No dia 20 de outubro de 2017, a estação começou a funcionar em fase de testes após inauguração que contou com a presença de diversas autoridades. A operação definitiva da estação, com cobrança de tarifa, foi iniciada em 6 de novembro. A expectativa é que cerca de 3 mil passageiros utilizem a estação por dia.

## Características
A Estação Jaraguá é menor e mais compacta em relação às demais estações do sistema. Além disso, o abastecimento de energia se dá por meio de energia solar e a água utilizada para a limpeza é reutilizável da chuva. Segundo a CBTU, as próximas estações que serão entregues contarão com o mesmo sistema de modernização e sustentabilidade.
Existem oito passagens de nível entre a Estação Maceió e a Estação Jaraguá, instaladas nos principais cruzamentos nos bairros do Centro, do Poço e de Jaraguá. Cada um dos cruzamentos possui sinalização automática sonora e luminosa, de modo a indicar quando o trânsito estará livre.